# Aston Martin DBS
Aston Martin DBS je športski i luksuzni automobil kojeg od 2007. godine proizvodi engleski proizvođač automobila Aston Martin. Zamišljen je kao zamjena za Aston Martin Vanquish, ali u suštini to je redizajnirani Aston Martin DB9. Model DBS službeno je predstavljen 16. kolovoza 2007. godine na Pebble Beach Concours d'Elegance u sivoj i plavoj boji zvanoj "Casino Ice". Automobil je dizajniran od strane Mareka Reichmana. Proizvodi se u Gaydonu, Warwickshireu, a motor u Kölnu, Njemačkoj.
DBS pogoni šestlitreni V12 motor koji podrijetlo vuče iz utrka. Razvija 510 KS i 420 Nm što mu omogućuje maksimalnu brzinu od 307 km/h i ubrzanje od 0 do 100 km/h za samo 4.3 sekunde. U DBS serijski se ugrađuju keramički diskovi za kočenje (prvi puta u povijesti Aston Martina), a opcija je i Bang & Olufsen audio sustav. Godine 2009. Aston Martin je izbacio na tržište kabriolet nazvan DBS Volante. DBS je ostvario zapaženu ulogu u serijalu filmova o britanskom tajnom agentu Jamesu Bondu i to čak u dva filma - Casino Royale i Zrno utjehe.

## Modeli

### DBS Volante
Aston Martin DBS Volante se prvi put pojavljuje 2009. godine na Ženevskom međunarodnom salonu automobila. Dovršenom linijom modela DBS, Volante će imati športske karakteristike, te karakteristike za otvorenu vožnju.

## Vanjske poveznice
- Službena stranica
- Službena stranica rabljenih automobila  Arhivirana inačica izvorne stranice od 16. rujna 2011. (Wayback Machine)
- Informacije o modelu DBS  Arhivirana inačica izvorne stranice od 27. rujna 2011. (Wayback Machine)
- Povijest modela DBS[neaktivna poveznica]